# ك. راني
ك. راني (بالإنجليزية: K. Rani)‏ هي ممثلة هندية، ولدت في 1943، وتوفيت في 13 يوليو 2018.

## وصلات خارجية
- ك. راني على موقع ميوزك برينز (الإنجليزية)